# Иоганн Казимир (пфальцграф Рейнский)
Иоганн Казимир Пфальц-Зиммернский (нем. Johann Kasimir von Pfalz-Simmern; 7 марта 1543, Зиммерн — 16 января 1592, Гейдельберг) — пфальцграф Рейнский, единственный князь Пфальц-Лаутерна, регент Курпфальца с 1583 года, четвёртый сын курфюрста Фридриха III Благочестивого.

## Биография
В 1567 году успешно помогал гугенотам; с меньшим успехом в 1575 и 1576 годах сражался во Франции, а в 1578 году — в Нидерландах.
В 1583 году Иоганн стал опекуном своего племянника Фридриха IV и, в качестве администратора, ввёл во всем Пфальце реформатство; жителям Пфальца, таким образом, пришлось третий раз в течение столетия менять веру.
Свою жену Елизавету Саксонскую, дочь курфюрста Августа, Иоганн в 1589 году заточил за неверность и покушение на убийство. Дочь Доротея вышла замуж за князя Ангальт-Дессауского Иоганна Георга I.
Его письма издал Бецольд: «Briefe des Pfalzgrafen Johann Kasimirs» (Мюнхен, 1882—1884).
Похоронен в церкви Святого Духа в Гейдельберге.

## Дети
- сын (1573)
- Мария (1576—1577)
- Елизавета (1578—1580)
- Доротея (1581—1631), с 1595 года супруга князя Ангальт-Дессау Иоганна Георга I (1598—1618)
- дочь (1584)
- дочь (1585)